# Griego demótico
El griego demótico o dimotikí (en griego antiguo: δημοτικός; en griego moderno: δημοτική [γλώσσα] pronunciado [ðimoti'ki] o - [ðimoti'ci], «lengua popular») es la base y variedad más importante del griego moderno. Este término se ha usado desde 1818 y se refiere en particular a la forma de la lengua que evolucionó naturalmente a partir del griego antiguo, en oposición a la forma arcaizante artificial o katharévousa (en griego: καθαρεύουσα pronunciado [kaθa'revusa]), que fue la norma oficial del estado hasta 1976. Las dos formas se complementaban mutuamente en un ejemplo típico de diglosia hasta la resolución final del debate lingüístico con la resolución a favor de la variante demótica.

## Demótico y griego moderno
Aunque a menudo se confunde al demótico con el griego moderno, la lengua estándar actual (en griego Νεοελληνική Κοινή [neoelini'ki ki'ni]) es más bien una variante del demótico enriquecida con numerosos elementos cultos de la katharévousa. Si bien la lengua oral es casi enteramente demótica, la lengua escrita y la oficial incluyen muchos términos, formas gramaticales y características fonéticas que no existen en el discurso coloquial y que se han ido introduciendo desde la variante arcaizante. Con todo, hay que tener en cuenta que incluso las formas más extremas de katharévousa nunca llegaron a entenderse como griego antiguo, y por tanto al hablar de 'griego moderno' se puede hacer referencia tanto al demótico, como a la lengua estándar o a la variante katharévousa.

## Demoticismo radical
Uno de los defensores más radicales de la lengua demótica fue Giannis Psycharis, autor de Mi viaje (Το ταξίδι μου, 1888), que propuso erradicar todos los cultismos de la lengua estándar, simplificar la gramática y llevar a cabo una reforma ortográfica radical que habría eliminado, por ejemplo, las actuales seis maneras de escribir la vocal cerrada anterior no redondeada ([i]): «η», «ι», «υ», «ει», «οι», «υι». Esta reforma, no obstante, habría significado una ruptura con la tradición escrita del griego desde hace casi 3000 años.